# Péninsule d'Eyre
Pour les articles homonymes, voir Eyre.

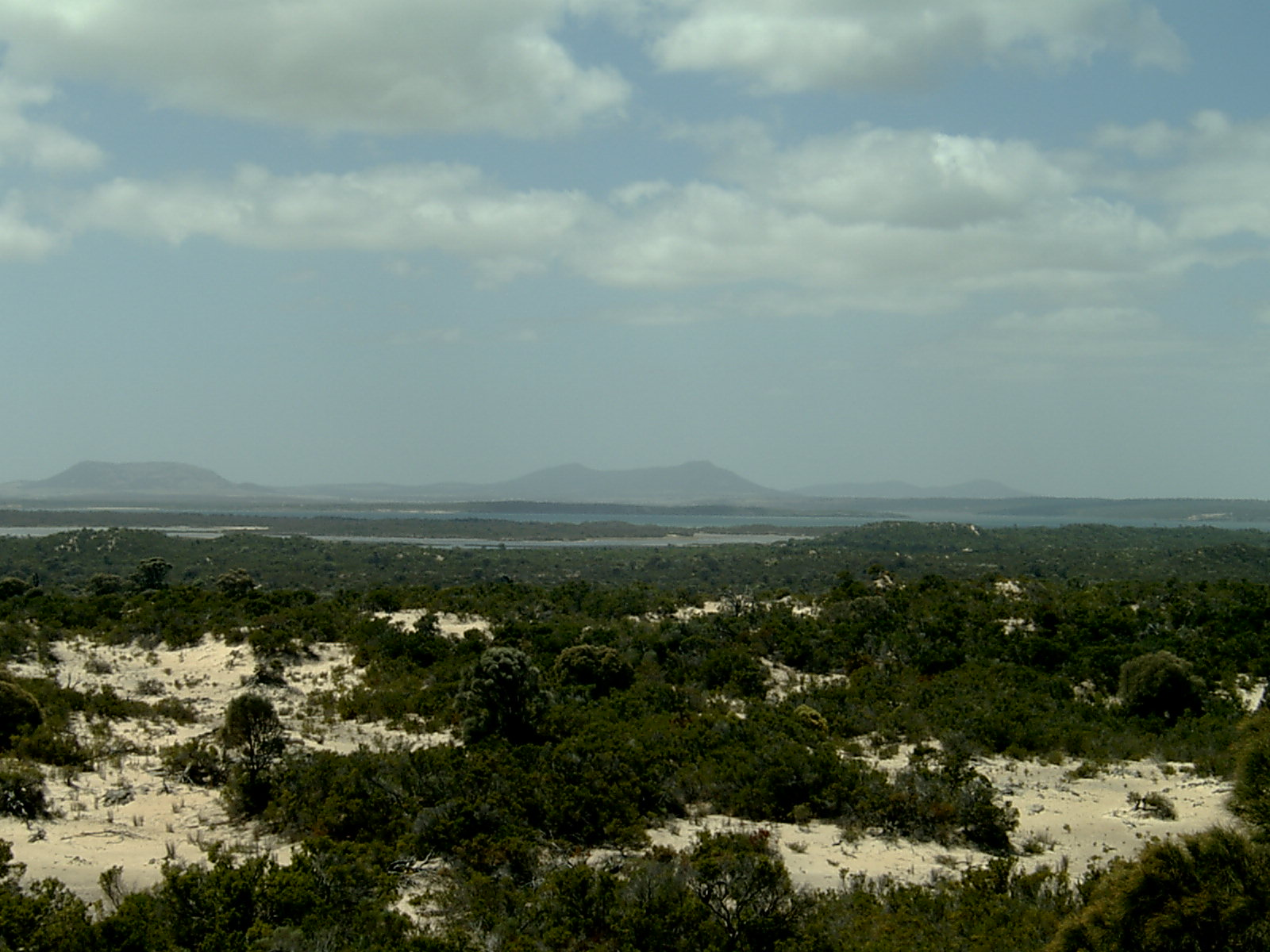
Coffee bay dans la péninsule d'Eyre

La péninsule d'Eyre est une péninsule triangulaire située en Australie-Méridionale. Elle est limitée à l'est par le golfe Spencer, à l'ouest par la grande baie australienne et au nord par la chaîne Gawler.
Elle doit son nom à l'explorateur Edward John Eyre qui explora une partie de la région dans les années 1839 à 1841. La côte avait déjà été explorée par Matthew Flinders en 1801 et 1802, tandis que la partie Ouest de celle-ci avait été explorée à la même époque par Nicolas Baudin[pas clair].
La péninsule fut aussi explorée par John Charles Darke en 1844. Il fut tué par les aborigènes sur le chemin du retour vers Port Lincoln.
Les principales villes de la péninsule sont Port Lincoln à l'extrémité sud, Whyalla et Port Augusta au Nord-Est et Ceduna au Nord-Ouest. Les villes sont reliées entre elles par la « Eyre Highway » qui traverse la péninsule en passant par l'intérieur, la « Flinders Highway » et la « Lincoln Highway » qui longent les côtes respectivement à l'Ouest et à l'Est de la péninsule.
La principale ressource économique de la région est l'agriculture : céréales, moutons, bovins de boucherie dans la partie aride au nord ; élevage laitier et culture de la vigne dans les régions au sud où il y a plus d'eau. Beaucoup de villes côtières, notamment Port Lincoln, vivent de la pêche commerciale et surtout de la pêche au thon, quoique cette dernière activité se transforme progressivement en élevage de thons le long de la côte.
On trouve aussi une mine de jade près de Cowell. Du minerai de fer est extrait dans les collines près de Iron Knob avant d'être transporté par chemin de fer à Whyalla pour y être fondu.
La péninsule d'Eyre  abrite des parcs nationaux comme : le Parc national Lincoln, le Parc national de Coffin Bay et le Parc national des Monts Gawler, ainsi que plusieurs parcs et réserves comme le Parc de conservation de la nature d'Acraman Creek.
En janvier 2005, la péninsule fut victime d'un gigantesque feu de broussailles qui fit neuf morts.